# 9e Legerkorps (Wehrmacht)
Het Duitse 9e Legerkorps (Duits: 9. Armeekorps) was een Duits legerkorps van de Wehrmacht tijdens de Tweede Wereldoorlog.  

## Krijgsgeschiedenis

### Aanval op België
Het 9e Legerkorps werd gemobiliseerd op 26 augustus 1939 en als deel van het 1e Leger achter de Westwall gelegerd. In het voorjaar van 1940 werd het korps uitgebreid naar drie infanteriedivisies.  Bij de inval in België vormde het 9e Legerkorps de rechtervleugel van het 6de leger. De divisies braken zonder problemen door de verdediging, staken het Albertkanaal over en braken bij Lier door de KW-linie.  Eenheden van het korps geraakten verwikkeld in zware gevechten rond Gent en de Leie. Na de capitulatie van België werd het korps tijdelijk aan het 18de leger toegevoegd.  De divisies werden ingezet bij de vernietiging van de geallieerde troepen in Duinkerken. Bij de slag om Frankrijk fungeerde het korps als reserve van het 6de leger. Na de capitulatie van Frankrijk vormde het korps een deel van de bezettingstroepen in Normandië, maar na enkele maanden werden ze naar Polen verplaatst.

### Operatie Barbarossa
Bij het begin van Operatie Barbarossa, de inval in de Sovjet-Unie, vormde het 9e Legerkorps samen met het 7e Legerkorps, het 13e Legerkorps en 43e Legerkorps het 4e leger.  Het 4e Leger moest in het spoor van de pantserdivisies van Panzergruppe 2 oprukken en de zuidelijke flank van Heeresgruppe Mitte beschermen. Op 22 juni 1941 staken de drie divisies van het 9e Legerkorps de Boeg over, braken door de stellingen van het 10e Sovjetleger en omsingelden de Sovjetlegers bij Bialystock.  Na de vernietiging van de omsingelde Sovjetdivisies hervatte het korps de opmars naar het oosten. Bij de slag om Smolensk beschermde het korps de zuidelijk flank. Op 23 juli ondernamen de Sovjet een poging om de omsingeling te doorbreken. Beide divisies van het korps werden ingezet om de aanval bij Roslavl af te stoppen. 
Op 2 oktober 1941 begon de aanval op Moskou. Het 9e Legerkorps vormde de noordelijke vleugel van het 4e Leger. In het spoor van de tankdivisies braken de vier divisies door de Sovjetlinie en ze zwenkten naar het noorden.  Op 7 oktober werd de omsingeling gesloten. Na de vernietiging van de Sovjetdivisies bij Vzjama, staken ze de Ruza over en probeerden in het spoor van de tanks van het 4e Pantserleger Moskou te bereiken.  Hun aanval liep vast tussen Istra en de weg Smolensk-Moskou. Tijdens het winteroffensief was het korps gedwongen zich terug te trekken naar Ghzatsk, waar de divisies zich ingroeven. In deze versterkte stellingen hield het korps als deel van 3e Pantserleger gedurende 1942 stand tegen verschillende Sovjet aanvallen. Pas in maart 1943 ontruimden ze hun stellingen. Het korps trok zich geleidelijk terug naar het westen. In augustus 1943 gaven ze Yelna op en in september bevond het korps zich tussen Orsha en Mogilev. Toen de Sovjets bij Nevel de verbinding tussen Heeresgruppe Nord en Mitte dreigden te verbreken, verschoof het Duitse opperbevel het 9e Legerkorps naar posities ten noorden van Vitbesk.

### Operatie Bagration
Op 22 juni 1944 begon Operatie Bagration. Het 9e Legerkorps, bestaande uit één enkele infanteriedivisie en een versterkte gevechtsgroep, verdedigde de noordrand van de saillant bij Vitebsk. Ze werden aangevallen door 29 divisies en 9 tankdivisies. Op de avond van 23 juni was de gevechtsgroep vernietigd en had de infanteriedivisie het contact verloren met zijn buren. De Sovjetlegers zwenkten naar het zuiden om het 53e Legerkorps bij Vitbesk te omsingelen. Generaal Wuthmann probeerde van de adempauze gebruik te maken om zijn verdediging aan de Westelijke Dvina te organiseren. Uit de reserve van het 16e Leger kreeg hij de 212e infanteriedivisie, die het verkeersknooppunt Lepel moest verdedigen.
Op 30 juni 1944 begon het 1ste Baltische Front het Polotsk offensief. Twee Sovjetlegers liepen de Duitse posities onder de voet. De restanten van het korps konden weinig weerstand bieden en ze werden naar het westen gedreven door snelle opmars van twee tankkorpsen. Op 2 juli viel een spoorwegbrug over de Dvina onbeschadigd in handen van de Sovjets en op 4 juli werd Polotsk bevrijd. Het 9e Legerkorps stortte ineen en sloeg op de vlucht.
In september 1944 stabiliseerde het front zich langzaam aan de grens van Oost-Pruisen. Het 9e Legerkorps werd opnieuw opgebouwd en versterkt met drie volksgrenadierdivisies. Een volksgrenadierdivisie beschikte over drie regimenten met slechts twee bataljons in plaats van drie bataljons. Met deze drie volksgrenadierdivisies en twee infanteriedivisies, die niet op volle sterkte waren, was het korps verantwoordelijk voor de verdediging van Tilsit tot Schlossberg. Generaal Wuthmann legerde de drie volksgrenadierdivisies achter de Memel en waar de frontlijn van de rivier naar het zuiden boog, plaatste hij de reguliere infanteriedivisies.  Gedurende de wintermaanden legden de Duitsers een sterke verdedigingslinie aan. 
Op 13 januari 1945 begon het 3e Wit-Russische Front het Oost-Pruisen offensief. Hoewel het zwaartepunt tegen zijn rechterbuur, het 26e Legerkorps, was gericht, kreeg het 9e Legerkorps enkele aanvallen te verduren. De eenheden hielden echter stand. Na vier dagen van zware gevechten braken de Sovjets door de verdedigingslinie van het 26e Legerkorps, waardoor het 9e Legerkorps verplicht was om zich ook terug te trekken. Op 20 januari 1945 viel Tilsit in handen van het Rode Leger. De divisies trokken zich terug naar Koningsbergen. In maart 1945 verdedigde het 9e Legerkorps een smalle strook ten noordwesten van Koningsbergen. Samen met het 28e Legerkorps vormde het 9e Legerkorps Armee-Abteilung Samland. Na de val van Koningsbergen begonnen de Sovjets hun aanval op Samland. Op 13 april 1945 braken ze door de Duitse verdediging en begonnen met de zuivering van het schiereiland. De restanten van het 9e Legerkorps hielden zo lang mogelijk stand om zoveel mogelijk burgers te laten ontsnappen langs de haven van Pillau. Bij Palmnicken werden de laatste eenheden van het 9e Legerkorps vernietigd. Op 25 april trokken de Duitsers zich terug naar de Frische Nehrung en het hoofdkwartier van het 9e Legerkorps verplaatste zich naar Bornholm, waar het zichzelf ontbond op 8 mei 1945.

## Commandanten
| Rang                   | Naam               | Begin             | Eind              |
| ---------------------- | ------------------ | ----------------- | ----------------- |
| General der Infanterie | Friedrich Dollmann | 1 oktober 1934    | 24 augustus 1939  |
| General der Infanterie | Hermann Geyer      | 25 augustus 1939  | 14 september 1942 |
| Generalleutnant        | Martin Dehmel      | 15 september 1942 | oktober 1942      |
| General der Infanterie | Hermann Geyer      | oktober 1942      | 31 december 1942  |
| General der Infanterie | Hans Schmidt       | 1 januari 1943    | 14 oktober 1943   |
| General der Infanterie | Heinrich Clößner   | 15 oktober 1943   | 2 december 1943   |
| General der Artillerie | Rolf Wuthmann      | 3 december 1943   | 19 april 1945     |
| Generalleutnant        | Hermann Hohn       | 20 april 1945     | 8 mei 1945        |

Luitenant-generaal Martin Dehmel en generaal Heinrich Clößner voerden slechts tijdelijk het bevel over het korps.  In de chaos van de laatste dagen van Nazi-Duitsland werd luitenant-generaal Hohn slechts benoemd tot tijdelijke bevelhebber.  Zijn aanstelling werd nooit definitief bekrachtigd door het Duitse opperbevel.

### Stafchefs van het 9e Legerkorps[1]
| Rang                | Naam                      | Begin            | Eind             | Opmerking |
| ------------------- | ------------------------- | ---------------- | ---------------- | --------- |
| Oberst i.G.         | Bodewin Keitel            | 1 juni 1936      | 12 oktober 1937  |           |
| Generalmajor        | Carl Hilpert              | 12 oktober 1937  | 1 oktober 1939   |           |
| Oberst i.G.         | Maximilian Grimmeiß       | 1 oktober 1939   | Januari 1941     |           |
| Oberstleutnant i.G. | Hans-Ottfried von Linstow | Januari 1941     | 22 december 1941 |           |
| Oberst i.G.         | Paul Reichelt             | 22 december 1941 | 17 augustus 1943 |           |
| Oberst i.G.         | Herbert Koestlin          | 17 augustus 1943 | Oktober 1943     |           |
| Oberst i.G.         | Robert Praefke            | Oktober 1943     | April 1945       |           |
| Oberstleutnant i.G. | Hugo Binder               | April 1945       | Mei 1945         |           |

### Eerste Generale Stafofficier (Ia)[1]
| Rang                | Naam                                    | Begin            | Eind            | Opmerking |
| ------------------- | --------------------------------------- | ---------------- | --------------- | --------- |
| Oberst i.G.         | Bodewin Keitel                          | 1 oktober 1934   | 1 juni 1936     |           |
| Oberstleutnant i.G. | Hubert Lanz                             | 1 maart 1937     | 31 juli 1938    |           |
| Oberst i.G.         | Viktor Koch                             | 1 augustus 1938  | 15 oktober 1939 |           |
| Oberst i.G.         | Hans Speidel                            | 15 oktober 1939  | 5 juni 1940     |           |
| Oberstleutnant i.G. | Hans Ehlert                             | 5 juni 1940      | Maart 1941      |           |
| Major i.G.          | Wilfried Ritter und Edler von Rosenthal | Maart 1941       | April 1942      |           |
| Major i.G.          | H. Freiherr Schenk zu Schweinsberg      | April 1942       | November 1942   |           |
| Major i.G.          | Werner Kuhn                             | November 1942    | November 1943   |           |
| Major i.G.          | Axel Ribbentropp                        | November 1943    | April 1944      |           |
| Major i.G.          | Oskar Schumm                            | April 1944       | December 1944   |           |
| Major i.G.          | Rudolf Hagemann                         | 10 december 1944 | Mei 1945        |           |